# اچ‌دی ۱۵۱۹۶۷
اچ‌دی ۱۵۱۹۶۷ یک ستاره است که در صورت فلکی آتشدان قرار دارد.